# Schloss Griesbeckerzell
Schloss Griesbeckerzell war ein Hofmarkschloss in Griesbeckerzell in der Stadt Aichach im Landkreis Aichach-Friedberg in Schwaben. 

## Geschichte
1359 und 1371 werden der Ortsadel bzw. der Ort erwähnt. Nach dem Aussterben der „Griesbecke“ im 14. Jahrhundert trat ein Geschlecht von Fischach in den Besitz des Ortes und der Hofmark. Später erschienen die Zelter, dann von 1500 bis 1827 die Herren von Burgau, dann die Herren von Gravenreuth. Das 1698 durch Johann Jakob von Burgau erbaute Barockschloss in der Mitte des Dorfes wurde 1854 abgebrochen.

## Beschreibung
Das Bayerische Landesamt für Denkmalpflege verzeichnet das Bodendenkmal als mittelalterliche und frühneuzeitliche Befunde im Bereich des abgegangenen Hofmarkschlosses Griesbeckerzell unter der Denkmalnummer D-7-7532-0152.